# Campionat d'escacs del Bàltic
El campionat d'escacs del Bàltic fou un torneig d'escacs dirigit principalment a jugadors de Letònia, Estònia, i Lituània, que celebrà les seves edicions en diferents ciutats d'aquests tres països.
L'antecedent d'aquest campionat fou el Congrés d'escacs del Bàltic, del qual se'n varen celebrar dues edicions, la primera de les quals va tenir lloc a Riga, Letònia (llavors Imperi Rus), el 1899. El guanyador fou Robert Behting, germà gran de Karl Behting, que va guanyar una partida de desempat a Karl Wilhelm Rosenkrantz. El segon Congrés Bàltic se celebrà a Dorpat, Estònia (llavors Imperi Rus), el 1901, i hi hagué quatre guanyadors empatats.
El primer campionat d'escacs del Bàltic se celebrà a Klaipėda, Lituània, entre els dies 22–27 de maig de 1931. Fou un round-robin a vuit jugadors, que guanyà Isakas Vistaneckis (Lituània) 4.5/7, mig punt per sobre de S. Gordonas (Lituània), Paul Saladin Leonhardt (Alemanya), Vladas Mikėnas (Estònia/Lituània) i Vladimirs Petrovs (Lituània). Quedaren en els darrers llocs Fricis Apšenieks (Lituània), Aleksandras Machtas (Lituània), i E. Gertschikoff (Lituània).

## Quadre d'honor
| #  | Any     | Lloc       | Guanyador                                                                                          |
| -- | ------- | ---------- | -------------------------------------------------------------------------------------------------- |
| 1* | 1899    | Riga       | Robert Behting (LET), Karl Wilhelm Rosenkrantz (LET)[1]                                            |
| 2* | 1901    | Dorpat     | Karl Behting (LET), Wilhelm von Stamm (LET), · Karl Wilhelm Rosenkrantz (LET), W. Sohn (EST)[2][3] |
| 3* | 1904    | Reval      | Bernhard Gregory (EST), Vladimir Ostrovsky (RUS)                                                   |
| 4* | 1907    | Riga       | Karl Wilhelm Rosenkrantz (LAT)                                                                     |
| 5* | 1911    | Libau      | Arvid Kubbel (RUS)                                                                                 |
| 6* | 1913    | Mitau      | Alfrēds Hartmanis (LAT)                                                                            |
| 1  | 1931    | Klaipėda   | Isakas Vistaneckis (LTU)[4]                                                                        |
| ?  | ?       | ?          | |
|    | 1944/45 | Riga       | Paul Keres (EST)                                                                                   |
|    | 1945    | Riga       | Vladas Mikėnas (LTU)                                                                               |
|    | 1946    | Vílnius    | Iuri Averbakh (RUS)                                                                                |
|    | 1947    | Pärnu      | Paul Keres (EST)                                                                                   |
|    | 1950    | Pärnu      | Raul Renter (EST)                                                                                  |
|    | 1952    | Pärnu      | Kalju Pitksaar (EST)                                                                               |
|    | 1955    | Pärnu      | Paul Keres (EST)                                                                                   |
|    | 1958    | Pärnu      | Yakov Yukhtman (UCR) i Taras Prokhorovich (UCR)                                                    |
|    | 1960    | Pärnu      | Paul Keres (EST)                                                                                   |
|    | 1961    | Palanga    | Iivo Nei (EST)                                                                                     |
|    | 1963    | Estònia    | Iivo Nei (EST)                                                                                     |
|    | 1964    | Pärnu      | Iivo Nei (EST)                                                                                     |
|    | 1965    | Palanga    | Vladas Mikėnas (LTU)                                                                               |
|    | 1966    | Naroch     | Grigory Krupsky (BLR)                                                                              |
|    | 1967    | Jūrmala    | Jānis Klovāns (LET)                                                                                |
|    | 1968    | Pärnu      | Alvis Vitolinš (LET)                                                                               |
|    | 1969    | Riga       | Boris Rytov (RUS)                                                                                  |
|    | 1970    | Pärnu      | Andres Vooremaa (EST)                                                                              |
|    | 1971    | Pärnu      | Leonid Stein (UCR)                                                                                 |
|    | 1973    | Homel      | Viacheslav Dydyshko (BLR)                                                                          |
|    | 1974    | Pärnu      | Viacheslav Dydyshko (BLR)                                                                          |
|    | 1975    | Riga       | Alvis Vitolinš (LET)                                                                               |
|    | 1976    | Klaipėda   | Sergey Yuferov (BLR)                                                                               |
|    | 1977    | Homel      | Gintautas Piešina (LTU)                                                                            |
|    | 1978    | Haapsalu   | Lev Gutman (LET)                                                                                   |
|    | 1979    | Daugavpils | Jānis Klovāns (LET)                                                                                |
|    | 1981    | Homel      | Aloyzas Kveinys (LTU)                                                                              |
|    | 1982    | Pärnu      | Aleksandr Ivanov (RUS)                                                                             |
|    | 1985    | Pärnu      | Edvins Kengis (LET)                                                                                |
|    | 1986    | Haapsalu   | Alexander Shabalov (LET), Edvins Kengis (LET) i · Alexander Malevinsky (RUS)                       |
|    | 1987    | Kuldīga    | Aleksandr Ivanov (RUS), Lembit Oll (EST) i · Leonid Basin (RUS)                                    |
|    | 1988    | Panevėžys  | Gintautas Piešina (LTU)                                                                            |